# Republika Środkowoafrykańska na Mistrzostwach Świata w Lekkoatletyce 2009
Republika Środkowoafrykańska na Mistrzostwach Świata w Lekkoatletyce 2009 – reprezentacja Republiki Środkowoafrykańskiej podczas czempionatu w Berlinie liczyła zaledwie 1 zawodnika. Miała wystąpić również Evodie Lydie Saramandji w biegu na 400 m, ale ostatecznie nie wystartowała.

## Występy reprezentantów Republiki Środkowoafrykańskiej

### Mężczyźni
| Konkurencja   | Zawodnik              | Eliminacje | Eliminacje | Ćwierćfinał   | Ćwierćfinał   | Półfinał      | Półfinał      | Finał         | Finał         |
| Konkurencja   | Zawodnik              | Wynik      | Poz.       | Wynik         | Poz.          | Wynik         | Poz.          | Wynik         | Poz.          |
| ------------- | --------------------- | ---------- | ---------- | ------------- | ------------- | ------------- | ------------- | ------------- | ------------- |
| Bieg na 100 m | Béranger-Aymard Bossé | 10,55      | 55.        | Nie awansował | Nie awansował | Nie awansował | Nie awansował | Nie awansował | Nie awansował |